# Taposiris Magna
Taposiris Magna è una città fondata dal re Tolomeo II Filadelfo tra il 280 e il 270 a.C. Il nome significa "grande tomba di Osiride ", che Plutarco identifica con un tempio egizio della città.
Dopo che Alessandro Magno conquistò l'Egitto nel 332 a.C. e fondò la sua città (chiamata Alexandro e poi Alessandria), la città di Taposiris Magna divenne un centro per le feste religiose di Khoiak. Nel 1798, dopo lo sbarco di Napoleone in Egitto, si condusse un'indagine sull'architettura della città di Alessandria e di Taposiris Magna.
Dopo che l'Impero ottomano conquistò la città nel 1801, il governatore Mohammed Ali del Khedivato d'Egitto decise di ricostruire la moderna città di Alessandria sulle rovine della città vecchia. Nel XX secolo furono avviati gli scavi del sito sotto il governatore imperiale italiano, Evaristo Breccia. Calisthenis afferma che Alessandro Magno visitò la città durante il suo viaggio verso l'oasi di Siwa, il che dà credito alla teoria che qui doveva esserci una città nel periodo ellenistico.

## Ruolo nel commercio

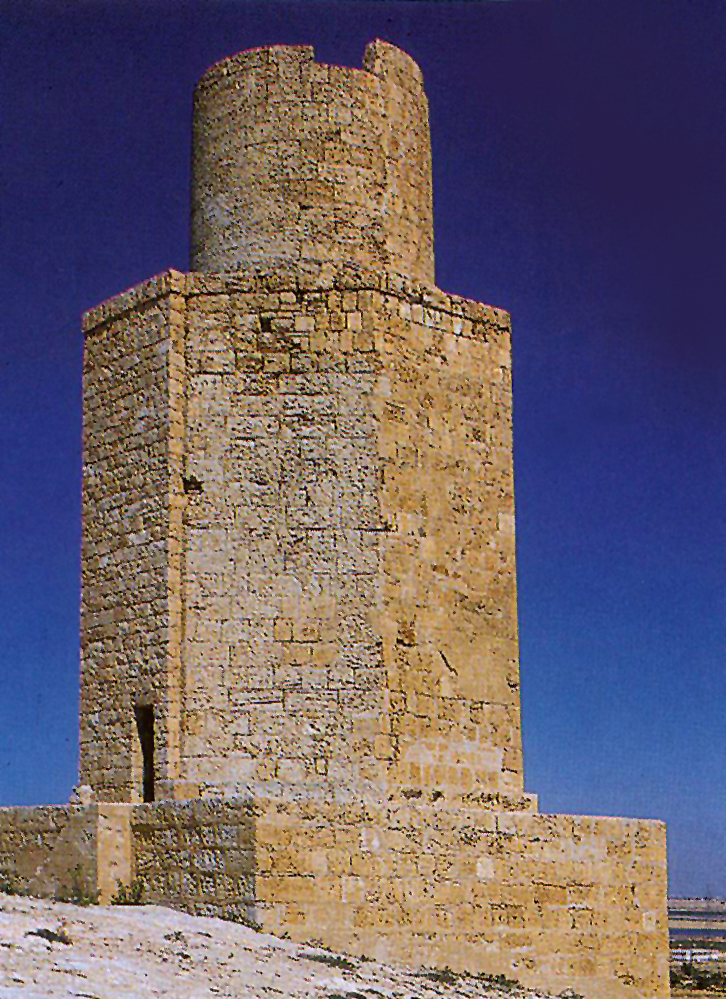
Rovine del ″Faro″

La città sorgeva sul braccio navigabile dell'ormai prosciugato letto dell'antico Lago Mareotis . Le dimensioni del lago sollevano la possibilità che il porto abbia avuto un ruolo nel commercio tra Egitto e Libia . I commercianti dell'ovest potevano usare il trasporto d'acqua fino al porto e poi prendere una rotta per carovane. Allo stesso modo il commercio dalla Libia potrebbe essere spedito a bordo di navi a Taposiris e trasportato nelle città interne dell'Egitto, sebbene anche questa teoria abbia i suoi critici. Anche il vino prodotto in questa parte dell'Egitto era famoso in questo periodo.

## Il Tempio e il Faro
In cima alla cresta di Taenia, uno sperone di calcare che separa il mare dal lago Maerotis, sorgono due monumenti che sono stati in parte restaurati negli anni '30. Una è una torre che è stata utilizzata nella ricostruzione del faro di Alessandria e l'altra sono i resti di un tempio di Osiride che si ritiene sia anche l'ultimo luogo di riposo di Cleopatra.
Nello studio della torre più rigoroso mai condotto, si è concluso che "La Torre di Abusir" non era sicuramente un faro e nemmeno una torre di guardia. Fu probabilmente costruito durante il regno tolemaico dopo la costruzione del Pharos ed era un monumento funerario.

## Altre strutture in zona
Nelle vicinanze sono stati rinvenuti sia edifici privati che pubblici, cisterne e chiese. La necropoli mostra una varietà di stili di sepoltura da sarcofagi o piramidi a colonne o pilastri. Questo antico insediamento fu occupato dal II secolo a.C. al VII secolo d.C.

## Scavi recenti
Vari archeologi hanno lavorato sul sito dal 1998. Nel 2010 gli archeologi hanno scoperto un'enorme statua in granito senza testa di un re tolemaico e la porta originale di un tempio dedicato al dio Osiride. Secondo il dottor Zahi Hawass la scultura monumentale, che è una figura tradizionale di un antico faraone egiziano che indossa collare e gonnellino, potrebbe rappresentare Tolomeo IV, il faraone che costruì il tempio di Taposiris Magna. La squadra ha anche trovato le fondamenta in pietra calcarea che un tempo avrebbero rivestito l'ingresso del tempio. Uno di questi porta tracce che indicano che l'ingresso era fiancheggiato da una serie di statue di Sfinge simili a quelle di epoca faraonica.
Dietro il tempio è stata scoperta una necropoli, contenente molte mummie in stile greco-romano. Le prime indagini, ha detto il dottor Hawass, mostrano che le mummie sono state sepolte con il viso rivolto verso il tempio, il che significa che è probabile che il tempio contenesse la sepoltura di una significativa personalità reale, forse Cleopatra VII.
La spedizione, iniziata nel 2002 come spedizione autofinanziata guidata dall'avvocato dominicano Kathleen Martinez, ha trovato 27 tombe, di cui 20 a forma di sarcofago a volta, in parte sotterranee e in parte fuori terra. Le restanti 7 sono costituite da scale che conducono a semplici camere sepolcrali. All'interno di queste tombe, la squadra ha trovato un totale di 10 mummie, 2 delle quali dorate. La scoperta di questo cimitero indica che una persona importante, probabilmente di stato reale, potrebbe essere sepolta all'interno del tempio. Lo stile delle tombe appena scoperte indica che furono costruite durante il periodo greco-romano. Martinez afferma che la spedizione ha esplorato un tempio a Taposiris Magna dedicato alla dea Iside e scoperto monete raffiguranti il volto di Alessandro Magno. Hanno trovato una serie di pozzi profondi all'interno del tempio, tre dei quali sembrano essere stati usati per le sepolture. È possibile che questi pozzi fossero le tombe di persone importanti e i leader della squadra ritengono che Cleopatra e Marco Antonio potrebbero essere stati sepolti in un pozzo profondo simile a quelli già scoperti all'interno del tempio.
Martinez ha affermato che la spedizione ha finora trovato una bellissima testa di Cleopatra, insieme a 22 monete che riportano la sua immagine. La statua e le monete la mostrano come una bellezza, contraddicendo l'idea recentemente suggerita da un curatore di un museo inglese che la regina fosse piuttosto brutta. I reperti di Taposiris riflettono un fascino che avrebbe potuto catturare i cuori di Giulio Cesare e Marco Antonio, e indicano che Cleopatra non era in alcun modo poco attraente. Inoltre, i lineamenti della testa scolpita non mostrano alcun segno di ascendenza africana, contraddicendo una teoria recentemente avanzata. La squadra ha anche trovato molti amuleti, insieme a una bellissima statua senza testa risalente al periodo tolemaico. Tra i reperti più interessanti c'è una maschera unica raffigurante un uomo con il mento spaccato. Il volto ha alcune somiglianze con i noti ritratti dello stesso Marco Antonio.
Un'indagine radar del tempio di Taposiris Magna, a ovest di Alessandria d'Egitto, è stata completata il mese precedente come parte della ricerca della tomba di Cleopatra e Marco Antonio . La spedizione del Consiglio Supremo delle Antichità (SCA) che scavava il tempio e l'area circostante era guidata da Zahi Hawass, all'epoca Segretario Generale della SCA, e Kathleen Martinez, una studiosa della Repubblica Dominicana.
Nel 2012 si scoprì che le rovine erano state colpite anche dalla Seconda Battaglia di El Alamein . La squadra aveva trovato diverse bombe inesplose e resti carbonizzati di soldati italiani e neozelandesi all'interno dei suoi tunnel. Di questi, ne emerge uno per importanza, che ricorda il tunnel di Eupalinos dal punto di vista ingegneristico: ubicato a una profondità di 20 metri, alto 2 e lungo 1.305, come il tunnel di Eupalinos, era adibito al trasporto di acqua e serviva migliaia di persone.
A partire dal 2013, lo scavo era stato interrotto, ma in seguito a Martinez è stato dato il permesso di continuare il suo lavoro sul sito.
In un documentario televisivo del 2015 chiamato "Cleopatra's Lost Tomb" (trasmesso a ottobre, Channel 4 nel Regno Unito), Martinez ha affermato di essere sicura che fossero vicini a trovare la tomba lì, forse in un angolo del sito dove due probabili tombe profonde sotterranee erano state scoperte. Si sperava che i lavori per indagare sulle probabili tombe sarebbero iniziati quando la stagione ufficiale degli scavi sarebbe iniziata nel 2016.
Il 21 giugno 2020, Science Channel ha pubblicato un documentario di due ore intitolato "Cleopatra: Sex, Lies, and Secrets" per rivelare recenti scoperte.